# Anne-Catherine de Brandebourg
Titre
Reine consort de Danemark et de Norvège
27 novembre 1597 – 8 avril 1612
(14 ans, 4 mois et 12 jours)
La princesse Anne-Catherine de Brandebourg (en danois : Anna Cathrine af Brandenburg), née le 26 juin 1575 à Halle-sur-Saale et décédée le 8 avril 1612 à Copenhague (royaume de Danemark et de Norvège), était une princesse de Brandebourg devenue reine consort de Danemark-Norvège en épousant le roi Christian IV de Danemark.

## Biographie
Fille de Joachim III Frédéric de Brandebourg et de Catherine de Brandebourg-Küstrin, elle épouse le roi Christian IV de Danemark le 27 novembre 1597. Ils ont six enfants :
- Friedrich (né le 15 août 1599 - mort le 9 septembre 1599) ;
- Christian (né le 10 avril 1603 - mort le 2 juin 1647), qui épousa en 1634 Madeleine-Sibylle de Saxe (1617-1668), fille de l'électeur Jean-Georges Ier de Saxe ;
- Sophie (née le 4 janvier 1605 - morte le 7 septembre 1605) ;
- Élisabeth (née le 13 mars 1606 - morte le 24 octobre 1608) ;
- Frédéric (né le 18 mars 1609 - mort le 9 février 1670), futur roi de Danemark ;
- Ulrich (né le 2 février 1611 - mort le 12 août 1633).

Elle meurt le 8 avril 1612 à Copenhague et est enterrée dans la cathédrale de Roskilde.